# Lijst van objecten ontworpen door Willem Dudok
Lijst van objecten die zijn ontworpen door de architect Willem Dudok.
| start | eind     | locatie | Monumentnummer | object | opmerking | Afbeelding |
| ----- | -------- | --- | --- | --- | --- | ---------- |
| 1909  | 1910     | Uithoorn, Amstelhoek | NH/WN461 (Drecht) 514682 (Uithoorn) 514704 (Waver-Amstel) | Bomvrije gebouwen bij Fort aan de Drecht, Fort bij Uithoorn, Fort Waver-Amstel | Provinciaal monument (Fort aan de Drecht), Rijksmonument (Fort bij Uithoorn en Fort Waver-Amstel) |            |
| 1909  | 1912     | Den Helder (Kanaalweg) | | Kazerne | afgebroken |            |
| 1913  | 1915     | Leiden | 24724 (Zijlpoortsbrug) 25669 (Sint Jansbrug) | één grote en drie kleine ophaalbruggen | De bruggen zijn waarschijnlijk: 1. Grote en kleine Paterbrug, 2. Sint Jansbrug, 3. Zijlpoortsbrug, 4. Klapbrug bij het paviljoen 'Endegeest'. De Sint Jansbrug is een Gemeentelijk monument.                                                                                |            |
| 1913  |          | Oegstgeest (westelijke rand van het landgoed Endegeest) | | Paviljoen psychiatrisch ziekenhuis Endegeest (zeer waarschijnlijk niet gerealiseerd; zie Paviljoen Endegeest: wel of geen Dudok?) | |            |
| 1913  |          | Leiden (Duivenbodestraat 11) | | Openbare Lage School | |            |
| 1914  | 1915     | Leiderdorp | | Arbeiderswijk van 17 woningen | Ontworpen i.s.m. J.J.P. Oud; Afgebroken in 1978; nu van Leeuwenpark |            |
| 1915  | 1919     | Hilversum (Anemonestraat 1-61 en 2-38, Bosdrift 57-97, Geraniumstraat 1-17 en 2-24, Leliestraat 1, 3 en 7-43, Neuweg 196-268, Papaverstraat 1-35 en 2-36) | 0402/GMH1360 | 1e volkswoningbouwcomplex | Gemeentelijk monument. Het complex omvatte 180 woningen, een openbare Leeszaal (1916), enkele winkels en een openbaar urinoir. De huizen gerestaureerd (2010-2012). |            |
| 1915  |          | Leiden (Burggravenlaan 2) | 515115 | Gemeentelijke H.B.S. | Rijksmonument. Tegenwoordig Bonaventuracollege |            |
| 1916  | 1917     | Hilversum (Kerkstraat) | | Monument/fontein | Afgebroken in 1950 |            |
| 1916  | 1918     | Hilversum (Diependaalselaan, Geraniumstraat, Korenbloemstraat, Lobeliastraat, Neuweg (zuidzijde), Resedastraat) | 0402/GMH1278 | 2e volkswoningbouwcomplex | Gemeentelijk Monument. Centraal opgenomen de Geraniumschool. In het ontwerp van de school is de invloed van de "Amsterdamse School" zichtbaar in de rijke detaillering. |            |
| 1916  |          | Hilversum (Badhuislaan t.o. 22) | 522858 | Trapafsluiting | Rijksmonument |            |
| 1916  |          | Hilversum (Larenseweg 277a) | 0402/GMH0938 | Politiepost Kerkbrink | Gemeentelijk Monument. Oorspronkelijk Kerkbrink, maar in 1933 verplaatst naar de Larenseweg. In gebruik als kapperszaak. |            |
| 1916  |          | Hilversum (Resedastraat 11-49 + Lobeliastraat 18-50 + Geraniumstraat 31-1 t/m 31-14) | 0402/GMH1278 | Geraniumschool | Gemeentelijk monument |            |
| 1917  |          | Leiden (Witte Singel 1) | 515086 | Gebouw Leidsch Dagblad | Rijksmonument. Ontworpen i.s.m. J.J.P. Oud |            |
| 1918  | 1920     | Hilversum (Rembrandtlaan 30) | 407229 | Rembrandtschool | Rijksmonument. Stijlkenmerken van Amsterdamse School |            |
| 1918  | 1920     | Hilversum (Arena 101) | 407228 | Sportveld en tribunegebouw | Rijksmonument. Expressionistische trant. |            |
| 1919  | 1920     | Hilversum (tussen Laapersveld, Laapersweg en spoorlijn Hilversum-Utrecht, t.h.v. station Hilversum Sportpark) | 407533 | Pompgemaal Laapersveld en vijver | Rijksmonument (gebouw, vijverpartij, zuidoostelijke terraspartij, noordwestelijke terraspartij en padenstelsel) |            |
| 1919  | 1924     | Hilversum (Slachthuisplein, Kievitstraat en Leeuwerikstraat) | | 8e Gemeentelijke Volkswoningbouwcomplex | Complex met woningen gebouwd samen met gemeentelijk slachthuis (1919-1922). Woningen en slachthuis afgebroken en vervangen door nieuwbouw (1998-2000) |            |
| 1919  |          | Hilversum (Kleine Drift 17) | 0402/GMH0897 | Politiepost Kleine Drift | Gemeentelijk monument |            |
| 1920  |          | Hilversum (Huygensstraat) | | 3e volkswoningbouwcomplex | Blok van elf woningen en een badhuis. Ontwerp was in opdracht van de Vereeniging Volksbadhuis Over 't Spoor. Het badhuis is in 1956/1957 gemoderniseerd en rond 1970 gesloten. De huizen zijn in 1989 gerenoveerd. Het complex is in 2004 afgebroken.                       |            |
| 1920  | 1921     | Den Haag (Alexander Gogelweg 20) | 46626 | Residentie Sevensteyn | Rijksmonument. Ontworpen i.s.m. H.G. Wouda |            |
| 1920  | 1921     | Hengelo (Enschedesestraat 300) | 511478 | Villa De Schoppe | Rijksmonument |            |
| 1920  | 1921     | Hilversum (Meidoornstraat 1,3,4,6) | 407341 | Onderdeel van 4e gemeentelijke woningbouwcomplex. Poortgebouw met woningen en winkels | Rijksmonument |            |
| 1920  | 1921     | Hilversum (Bosdrift 1-19 + 23-29) | 407344 | Westelijke woningreeks met poort en zuidelijke woningreeks | Rijksmonument. Onderdeel van 4e volkswoningbouwcomplex |            |
| 1920  | 1921     | Hilversum (Begoniastraat) | | Onderdeel van 4e volkswoningbouwcomplex | |            |
| 1920  | 1921     | Hilversum (Hilvertsweg 2,4,6,8,10,12) | 407348 | Onderdeel van 4e volkswoningbouwcomplex | Rijksmonument |            |
| 1920  | 1921     | Hilversum (Meidoornstraat 8,10,12,14 + 5,7,9,11) | 407356 (even) 407352 (oneven) | Onderdeel van 4e gemeentelijke woningbouwcomplex | Rijksmonument |            |
| 1921  | 1922     | Naarden (Godelindeweg 20-48, Terborchlaan 1) | 524780 (20) 524781 (22) 524782 (24/26) 524783 (28/30/32) 524784 (36/38) 524785 (40/42) 524786 (48) | Houten huizen | |            |
| 1921  |          | Hilversum (Bosdrift 21) | 407232 | Bavinckschool | Rijksmonument. Onderdeel van 4e gemeentelijke woningbouwcomplex. In 1929 uitbreiding met vleugel aan de oostzijde en wijziging gymzaal en kleedkamers. |            |
| 1922  |          | Hilversum (Lavendelplein - Lupinestraat) | | Oranjeschool | In 1927 uitbreiding. Thans 28 appartementen voor jongeren. |            |
| 1923  |          | Hilversum (Slachthuisplein) | | Koffiehuis | Gesloopt in ca. 1997 |            |
| 1922  | 1923     | Hilversum (Ampèrestraat, Edisonplein, Edisonstraat, Morsestraat en Voltastraat) | 0402/GMH1393 | 6e Gemeentelijke Volkswoningbouwcomplex. Aan drie zijden lage woningen. Poortgebouw aan de oostzijde poortgebouw met vier woningen van twee lagen (poort aan de Ampèrestraat). Hof met in het midden een vierkant middenplein met gazon | Gemeentelijk monument |            |
| 1922  |          | Hilversum (Fuchsiastraat 2-30; Cameliastraat 50-60) | 0402/GMH1329 | 7e complex van het Gemeentelijke Woningbedrijf | Gemeentelijk monument |            |
| 1923  |          | Hilversum (Meidoornstraat 2) | 407337 | Voormalig Volksbadhuis. Onderdeel van 4e gemeentelijke woningbouwcomplex. | Rijksmonument |            |
| 1925  | 1926     | Driehuis (Duin en Kruidbergerweg 2-4) | 520669 | Tweede columbarium Westerveld | |            |
| 1925  |          | Hilversum (Soestdijkerstraatweg) | | Directiegebouw Sportpark | In 2000 herbouw op basis van het ontwerp uit 1925. Huidige bestemming: kantoorgebouw. |            |
| 1925  |          | Hilversum (Minckelersstraat 36) | | J.P. Minckelersschool | |            |
| 1925  |          | Hilversum (Eikbosserweg 166) | 407235 | Julianaschool | Rijksmonument. |            |
| 1925  |          | Hilversum (Egelantierstraat 115) | | Catharinaschool | |            |
| 1925  | 1926     | Hilversum (Nachtegaalstraat - Zwaluwplein - Zwaluwstraat) | 0402/GMH1359 | 9e gemeentelijk woningbouwcomplex | Gemeentelijk monument. In 2009 is Dudok Wonen gestart met nieuwbouw en renovatie. 16 woningen worden gesloopt en de overige 26 worden gerenoveerd en vergroot. In totaal blijven 16 woningen over.                                                                          |            |
| 1925  | 1927     | Hengelo (Beursstraat 1a) | | Villa dr P.C. Borst | |            |
| 1926  |          | Hilversum (Fabritiuslaan 52) | 407234 | Fabritiusschool | Rijksmonument. Rietendakschool |            |
| 1926  |          | Hilversum (Utrechtseweg 69) | | Villa | Rijksmonument. Zakelijk expressionistische bouwtrant |            |
| 1926  |          | Hilversum (Utrechtseweg 71) | 522854 | Villa 'De Wikke' | Rijksmonument. Gebouwd voor eigen bewoning ontworpen in zakelijk expressionistische bouwtrant |            |
| 1927  | 1939     | Parijs (61 Boulevard Jourdan) | Onbekend | Collège néerlandais van de Cité Universitaire | Monument sinds 2005 |            |
| 1927  | 1928     | Hilversum (Merelstraat 43-45) | 407238 | Nassauschool en conciërgewoning | Rijksmonument. Het maakte deel uit van het 10e gemeentelijke woningbouwcomplex. |            |
| 1927  | 1928     | Hilversum Jan van der Heijdenstraat (oostzijde, nrs 239, 277 t/m 287) Merelstraat (westzijde even nrs) Minckelersstraat (zuidzijde, nrs 40 t/m 50) Spreeuwenstraat (beide zijden)) | Complex 407236 407570 (Jan van der Heydenstraat 239, Minckelersstraat 40-50, Merelstraat 2) 407577 (Merelstraat 4-38) 407582 (Jan van der Heijdenstraat 277, Spreeuwenstraat 1-11, Merelstraat 40) 407589 (Jan van der Heijdenstraat 279-287) 407595 (Spreeuwenstraat 2-8) 407601 (Merelstraat 42-50) | 10e volkswoningbouwcomplex | Restauratie in 2001 (architect Marloes van Haaren). Later alle niet rijksmonumentpanden afgebroken. Grote renovatie in 2005-2007: afbraak en herbouw in de stijl van Dudok.                                                                                                 |            |
| 1927  | 1928     | Hilversum (Duivenstraat 1-27 + 4-14) | 407324 / 407330 | 11e volkswoningbouwcomplex | Rijksmonument. Klein complex van 20 woningen in vorm van hofje: smalle straat met in het midden een klein gazon. Restauratie in 2001 (architect Marloes van Haaren). Na restauratie 13 woningen.                                                                            |            |
| 1927  | 1928     | Hilversum (Merelstraat en Valkstraat) | | 12e volkswoningbouwcomplex | Klein complex, dat het groen naast de Nassauschool afsluit. Aantal woningen: 8, waarvan 6 aan de Merelstraat. |            |
| 1927  |          | Hilversum (Zeedijk) | | Transformatorgebouw | Tekening van Dudok toont een hoog- en laagspanningsgebouw annex wagenloods en kantoortje. Alleen hoogspanningsgebouw is (aangepast) gerealiseerd. Huidige gebouwtje is overblijfsel van hetgeen oorspronkelijk is gebouwd. Dakopbouw en zijvleugel bestaan niet meer.       |            |
| 1928  | 1929     | Hilversum (Schuttersweg 36) | 407556 | Vondelschool | Rijksmonument. Thans locatie Schuttersweg van de openbare basisschool Elckerlyc. |            |
| 1928  | 1930     | Hilversum (Insulindelaan - Joh. Geradtsweg) | | Viaduct | Ingebruikname op 1 februari 1930 |            |
| 1928  | 1931     | Hilversum (Dudokpark 5) | 46773 | Raadhuis | Rijksmonument |            |
| 1928  |          | Hilversum (Minckelersstraat 38) | | Nelly Bodenheim Kleuterschool | |            |
| 1928  |          | Hilversum (Ruysdaellaan 6) | 407241 | Ruysdaelschool | Rijksmonument. Zusterschool van de Fabritiusschool (1926), waar de Ruysdaelschool tegenaan is gebouwd. Op 23 april 1985 brandde de school geheel af. Herbouw in 1987. |            |
| 1929  | 1930     | Hilversum (Loosdrechtseweg, Aan einde Oude Haven) | | Hondebrug | Brug over Gooische Vaart |            |
| 1929  | 1930     | Hilversum van 't Hoffplein (noordzijde) Jan van der Heydenstraat (oostzijde, vanaf Lorenzweg naar zuiden) Kamerlingh Onnesweg (westzijde, blok zuidzijde van 't Hoffstraat) Lorentzweg (zuidzijde tussen Jan vd Heydenstraat en Marconistraat) Marconistraat (beide zijden, tussen van 't Hoffplein en Lorenzweg) | | 13e gemeentelijk woningbouwcomplex | Afbraak in 2004 (met uitzondering van blok aan Kamerlingh Onnesweg). Nieuwbouw gerealiseerd in stijl van Dudok (Dudok Revisited). |            |
| 1929  |          | Hilversum (Edisonstraat 1-26, Galvanistraat) | 0402/GMH1356 | 14e gemeentelijk woningbouwcomplex. | Gemeentelijk monument. Poortgebouw + woningreeksen + schuren |            |
| 1929  |          | Hilversum (Zwaluwplein 2) | | Jan van der Heijdenschool | In de jaren '80 afgebroken |            |
| 1929  |          | Hilversum (Eemnesserweg 107) | 0402/GMH0769 | Johannes Calvijnschool | Gemeentelijk monument. Nu: multimediagebouw. |            |
| 1929  |          | Hilversum (Laan 1940-1945) | 0402/GMH1346 (tuin) 407509 (aulagebouw) 407513 (dienstwoning) 407517 (dienstvleugel) | Noorderbegraafplaats | Gemeentelijk monument (tuin). Rijksmonument (aulagebouw met poort, dienstwoning en dienstvleugel). In de periode 1994-1996 gerestaureerd |            |
| 1929  |          | Hilversum ('s-Gravezandelaan 56) | 407242 | Nienke van Hichtumschool / Duivenschool / Kantoor | Rijksmonument. Voormalige kleuterschool. Sinds 1997 in gebruik als kantoor. Sinds 2006 is Snelder architecten gevestigd in het gebouw. |            |
| 1930  | 1932     | Hilversum (Sumatralaan 40) | 522725 | Multatulischool / De Wegwijzer | Rijksmonument. Expressionistische bouwtrant. In gebruik als basisschool "de Wegwijzer". In 1996 gerenoveerd en in oude kleuren hersteld. |            |
| 1930  | 1932     | Hilversum (Snelliuslaan 10) | 407243 | Snelliusschool | Rijksmonument. Uitbreiding in 1933. Na restauratie in 1999 kantoorgebouw. |            |
| 1930  |          | Hilversum (Sumatralaan bij 40) | 522726 | De Wegwijzer: Transformatorgebouw | Rijksmonument. |            |
| 1930  |          | Hilversum (Lorentzweg 135) | 522855 | Lorentzschool | Rijksmonument. Voorheen Valeriusschool |            |
| 1930  |          | Rotterdam (Van Hogendorpsplein) | 530848 | De Bijenkorf | Gebombardeerd in 1940 en geheel afgebroken in 1960. |            |
| 1931  | 1935     | Schiedam (Gerrit Verboonstraat 2-82, Tuinlaan 120-122) | 525444 | HAV Bank | Rijksmonument |            |
| 1933  |          | Afsluitdijk (op de plaats van sluiting) | | Vlietermonument | De uitkijktoren is in 2006-2007 gerestaureerd. |            |
| 1933  |          | Hilversum (Rigelstraat) | | Transformatorhuisje | |            |
| 1935  | 1939     | Hilversum (Vreelandseweg 50) | 407407 | Paviljoen "Wildschut" en terraspartij | Rijksmonument. In de stijl van de Nieuwe Zakelijkheid. Naast paviljoen zijn er ook nog een botenhuis, dienstwoning en terras van de hand van Dudok. |            |
| 1935  | 1938     | Hilversum (bij Prins Bernhardstraat) | 0402/GMH1325 | Tunnel | Gemeentelijk monument |            |
| 1935  |          | Hilversum (Kastanjelaan) | | Vijver met hemelwaterkelder | |            |
| 1936  | 1941     | Driehuis (Driehuizerkerkweg 138) | | Kantoor, receptie en directeurswoning | |            |
| 1936  | 1938     | Calcutta | | The Garden House en Light House Cinemas | |            |
| 1936  | 1938     | Tilburg (Burg. Jansenstraat, Burg. van Meursstraat, Burg. Suysstraat) | | Park Zorgvlied, woningen | Alle huizen oorspronkelijk met ongesausde bakstenen. |            |
| 1936  | 1938     | Hilversum | 407443 | Noordelijke dienstwoning bij de watersporthaven | Rijksmonument |            |
| 1936  | 1938     | Hilversum | 407461 | Zuidelijke dienstwoning bij de watersporthaven | Rijksmonument |            |
| 1936  | 1938     | Hilversum | 407479 | Voormalige botenhuis bij de watersporthaven | Rijksmonument |            |
| 1936  | 1937     | Hilversum (1e Loswal 5-7) | | Havenkantoor | Afgebroken in 1998 |            |
| 1936  |          | Amstelveen (Bors van Waverenstraat 40-78 en v.d. Ghiessenstraat 41-44) | | 24 woningen met garage | |            |
| 1936  |          | Driehuis (Duin en Kruidbergerweg 2-4) | 520668 | Uitbreiding Westerveld, auditorium en columbarium | Rijksmonument |            |
| 1936  |          | Hilversum (Frederik van Eedenlaan) | | Transformatorhuisje | |            |
| 1936  |          | Hilversum (Gijsbrecht van Amstelstraat) | | Transformatorhuisje | |            |
| 1937  | 1941     | Utrecht (Lucasbolwerk 24) | 530827 | Stadsschouwburg | Rijksmonument. Uitbreiding 1954-1956. De transparante omhulling van de toneeltoren is uit 1995/1996 en ontworpen door architect Erik Knippers. In 2002 is de entree en de foyer aangepast.                                                                                  |            |
| 1937  |          | Hilversum (Hoge Naarderweg 205) | 0402/GMH0162 | Stal hertenkamp | Gemeentelijk Monument. Het betrof een werkgelegenheidsproject. Hertenkamp is in 1973 uitgebreid tot kinderboerderij. |            |
| 1938  | 1939     | Rotterdam (Coolsingel 104) | 513766 | Erasmushuis | Rijksmonument |            |
| 1938  | 1939     | Arnhem (Willemsplein 6) | 516839 | De Nederlanden van 1845 | Rijksmonument |            |
| 1938  |          | Hilversum (Hoek Loosdrechtseweg en Diependaalselaan) | | Waterzuivering met woonhuizen. | |            |
| 1939  |          | Eindhoven | 518731-518757 | Tuindorp | Woonwijk in Eindhoven met in totaal 265 eengezinswoningen. Moderne stijl van de Nieuwe Zakelijkheid. Wordt in de volksmond 'Witte Dorp' genoemd. |            |
| 1939  |          | Hilversum (Hoenderweg) | | Transformatorhuisje | |            |
| 1939  |          | Vreeland (Provincialeweg bij 2) | 520346 | Vreelandbrug | Rijksmonument |            |
| 1940  |          | Vreeland (Provincialeweg 2) | 520347 | Brugwachterswoning | Rijksmonument |            |
| 1940  | 1946     | Hilversum (Oude Haven 1) | 522773 | Zout- en zandbunker | Rijksmonument. Bunkers bedoeld voor opslag van zout en zand, ter bestrijding van winterse gladheid. Restauratie en herbestemming in 2002-2003. |            |
| 1945  | 1954     | IJmuiden (Zeewijk) | | Ontwerp reconstructieplan | |            |
| 1947  | 1951     | IJmuiden (Wenckebachstraat 1) | 530948 | Hoogovenskantoor | Rijksmonument. Ontworpen i.s.m. R.M.H. Magnée. Zij wonnen een prijsvraag die voor het ontwerp was uitgeschreven in 1947. Boven de entree van de directievleugel is in 1959 een bronzen sculptuur van A. Schaller aangebracht getiteld: "De engel, de denker en de arbeider" |            |
| 1946  | 1948     | Hilversum (Anthony Fokkerweg, Daltonstraat, Kamerlingh Onnesweg, Van Musschenbroekstraat, Röntgenstraat en Weberstraat) | | 19e Gemeentelijke Volkswoningbouwcomplex | |            |
| 1947  |          | Hilversum (Adelaarstraat - Ooievaarstraat) | | 20e gemeentelijk woningbouwcomplex | Portiekwoningen aan de Ooievaarstraat en Adelaarstraat zijn in 2006 gesloopt. De nieuwbouw werd opgeleverd in 2008. |            |
| 1947  | 1949     | Hilversum (Buizerdstraat, Sperwerstraat) | | 21e gemeentelijk woningbouwcomplex | Woningen |            |
| 1947  |          | Hilversum (Oude Amersfoortseweg) | | Transformatorhuisje | |            |
| 1948  |          | Hilversum (Jan van der Heijdenstraat) | | Transformatorhuisje | |            |
| 1948  | 1949     | Hilversum (Jupiterstraat, Planetenstraat) | | 22e gemeentelijk woningbouwcomplex | Woningen |            |
| 1949  | 1965     | IJmuiden (Dudokplein 1 of Plein 1945) | 0453/IJ25 | Stadhuis | Gemeentelijk monument. Alleen het stadhuis en tuin zijn een ontwerp van Dudok. |            |
| 1949  | 1951     | Hilversum (Dorsmanstraat, Lieven de Keylaan, Stalpaertstraat, Vennecoolstraat, Vingboonsstraat) | | 24e gemeentelijk woningbouwcomplex | Woningen |            |
| 1950  | 1955     | Hilversum (Kapelstraat 13) | | Dependance van Politiebureau | In de jaren negentig verbouwd tot appartementencomplex. In 2016/17 opnieuw verbouwd: 25 woningen gerealiseerd. Sindsdien heet het gebouw De Rechercheur, verwijzend naar de voormalige gebruikers.                                                                          |            |
| 1950  | 1956     | Den Haag | | Morgenstond | Met Morgenstond borduurde Dudok voort op het 'Ontwerp-Uitbreidingsplan 's-Gravenhage Escamppolder, Madepolder, Ockenburgh' uit 1935. |            |
| 1950  | 1956     | Hilversum (Erfgooiersstraat, Graaf Wichmanstraat, Hertog Aelbrechtstraat, Jacob van Campenlaan, Leemkuilen, Oomes Coolenstraat en Van Nyenrodestraat) | | 25e Gemeentelijke Volkswoningbouwcomplex | Flats, eengezinswoningen en winkels. In drie fasen gerealiseerd; met Leemkuilen als hart van het project. In 2007-2008 zijn Leemkuilen en Erfgooierstraat gesloopt |            |
| 1950  |          | Bilthoven Albert Cuyplaan | | Dudokvilla | |            |
| 1951  | 1956     | Bussum (Oranjepark / Slochterenlaan / Nwe 's-Gravelandseweg) | | Parkflats | Hier stond vroeger Hotel Nieuw Bussum (bouw 1874, sluiting 1938, afbraak 1941) |            |
| 1952  | 1953     | Hilversum (Jacobus Pennweg 19) | 0402/GMH0475 | Bungalow Golestan | Gemeentelijk monument. Landhuis in Y-vorm met drie vleugels. Bestemd voor de Perzische prinses Fatemah Khanoum de Katschaloff. |            |
| 1952  | 1954     | Hilversum (Eksterstraat) | | Jac. P. Thijsseschool | Gesloopt |            |
| 1952  |          | Rotterdam (Westewagenstraat 10 - 48 / Meent 88) | 0599/E-102 | Kantoor De Nederlanden van 1845 en appartementen | Gemeentelijk monument. Sinds 1991 Café Brasserie Dudok |            |
| 1953  | 1957     | Amsterveld (tussen van Houtenstraat - Lohmanstraat - v.d. Lindenkade - L. Zijlplein) | | Woningcomplex Geuzenveld | |            |
| 1953  |          | Groningen (Turfsingel 16) | 530857 | Tankstation Esso | Rijksmonument. |            |
| 1954  | 1961     | Bussum (Gooilandseweg/Parklaan) | | "Kom van Biegel"- flats | Voorheen stond hier de villa "Dennenkamp" die door H.P. Berlage was ontworpen in 1893. |            |
| 1954  | 1964     | Hilversum (ten oosten van de Kamerlingh Onnesweg: Baerbergen, Zevenbergen, 't Harde, Aardjesberg, Lange Heul, Vogelpan, Den Ool) | 0402/GMH1319 | Woningen Kamrad | Gemeentelijk monument. Flats en eengezinswoningen |            |
| 1954  | en later | Den Haag | | Ontwerp Vrederust-Bouwlust-Berestein | De provincie Zuid-Holland vond dat er tussen de woonwijken en het Westland ruimte voor groen moesten blijven. De bouw van Berestein - zoals Dudok het in z'n hoofd had - ging niet door. Berestein is maar voor de helft uitgevoerd en bij Bouwlust getrokken.              |            |
| 1955  | 1957     | Bussum (Julianaplein 2-88) | | Winkels en appartementen | Op het plein een fontein met beeld |            |
| 1955  | 1966     | Bilthoven (Bildzigt, Meyenhagen en Beatrixlaan) | | Uitbreidingsplan Bieshaar | Complex bestaat uit 78 huizen en uit drie typen. Verder garages en schuren |            |
| 1955  |          | Bilthoven (Julianalaan) | | Flatwoningen | |            |
| 1955  |          | Hilversum (hoek Bussumergrintweg en 's-Gravelandseweg 88-140) | | Parkflats | Ontworpen i.s.m. R.M.H. Magnée |            |
| 1957  |          | Amstelveen, Keizer Karelweg 259-281 en 307-329 | | Twee identieke laagbouwflats | Ontworpen i.s.m. Robert Magnée Afgebeeld flat 259-281 |            |
| 1957  | 1964     | Hilversum (Kolhornseweg 13) | 0402/GMH0904 | Begraafplaats Zuiderhof | Gemeentelijk monument |            |
| 1957  | 1965     | Amsterdam (De Ruyterkade 7) | 0363/WN0085 | Havengebouw | Gemeentelijk monument. Ontworpen i.s.m. R.M.H. Magnée |            |
| 1958  | 1961     | Hilversum (Zeverijnstraat 6 - 10 en Vreelandseweg 5) | 0402/GMH1169 | vm Drukkerij en Uitgeverij C. de Boer jr NV | Gemeentelijk monument. Renovatie 1964. In 2007 kwam het complex leeg te staan, na het vertrek van de Roto Smeets Group. Aangekocht door NedVast Projectontwikkeling. Panden gerenoveerd en van binnen gemoderniseerd. Onderdak voor diverse bedrijven.                      |            |
| 1959  | 1960     | Bilthoven (Julianalaan) | | | Julianaflat |            |
| 1959  | 1961     | IJmuiden (Slingerduinlaan 4) | 532207 (sinds 2014) | Auditorium van begraafplaats Duinhof | Rijksmonument. Begraafplaatsaula met luifel, condoleanceruimte en schaftlokaal annex onderhouds- en bergruimte. |            |
| 1961  | 1964     | Bilthoven (Groenekanseweg 82-84) | | Appartementencomplex Bieshaar | |            |
| 1961  |          | Hilversum (Kerkstraat 82) | 0402/GMH0884 | Warenhuis (C&A) | Gemeentelijk monument. Ontworpen i.s.m. R.M.H. Magnée |            |
| 1962  | 1967     | Amsterdam (Sara Burgerhartstraat 25) | | Gebouw Zaanstad" | Kantoor Reed-Elsevier Per 2015 Studentenhuisvesting |            |
| 1965  | 1967     | Amsterdam (Nijenrodeweg) | | 4 flatgebouwen Buitenveldert | i.s.m. B. Bijvoet |            |